# Digitaria digitaria
Digitaria digitaria ist eine Muschel-Art aus der Familie der Astarten (Astartidae). Die Art kommt im südlichen Nordatlantik (Nordspanien), im Mittelmeer, entlang der Küste Westafrikas bis in den Golf von Guinea vor.

## Merkmale
Die gleichklappigen, nur mäßig geblähten Gehäuse haben eine Länge bis zu 10 mm. Sie sind nur schwach ungleichseitig, die Wirbel sitzen nur knapp vor der Mittellinie (zum Vorderrand hin). Das Verhältnis Länge zu Höhe ist meist etwas kleiner als 1, d. h. sie sind etwas höher als lang. Der Umriss ist rundlich bis annähernd dreieckig. Der hintere Dorsalrand ist nahezu gerade und fällt meist steiler ab als der vordere Dorsalrand, der gelegentlich sogar minimal konkav gebogen ist. Der Hinterrand ist weit gerundet, der Vorderrand ist etwas flacher gerundet. Der Ventralrand ist weit gerundet. Im vorderen Gehäusefeld zieht ein flacher Sulcus vom Wirbel zum unteren Vorderende. Der Wirbel ist niedrig und kaum hervortretend. Area und Lunula sind undeutlich abgegrenzt.
Das Ligament liegt extern als gebogenes Band hinter den Wirbeln. Das Schloss weist in der rechten Klappe drei Hauptzähne auf, von denen der mittlere groß und dreieckig ist. Die vordere laterale Grube ist deutlich ausgeprägt, der hintere laterale Rücken ist dagegen nur schwach ausgeprägt. In der linken Klappe sitzen zwei Hauptzähne (nach Nordsieck in der rechten Klappe zwei Hauptzähne, in der linken Klappe ein Hauptzahn). Der vordere laterale Rücken ist nur schwach ausgebildet, die hintere laterale Grube ist dagegen deutlich entwickelt. Es sind zwei nahezu gleich große Schließmuskeln vorhanden. Die Mantellinie ist ganzrandig.
Die Schale ist fest. Die Ornamentierung besteht aus schwachen konzentrischen Anwachsstreifen und schmalen, gebogenen Gruben, die am Hinterende konzentrisch beginnen, dann aber zum Vorderende steiler ansteigen und im Bereich des schwachen, radialen Sulcus die Anwachsstreifen im Winkel von etwa 45° schneiden. Die Abstände der Gruben werden zum Vorderende hin enger. Auch zum Klappenrand hin verringern sich die Abstände der nichtkonzentrischen Gruben. Die Klappen sind außen weißlich mit einer blassbraunen Tönung. Der innere Klappenrand ist glatt. Das gelblich-braune Periostrakum, oft mit schwachen radialen, etwas dunkleren Strahlen, ist persistierend.

## Ähnliche Art
Aufgrund der eigentümlichen Ornamentierung der Gehäuse ist die Art fast unverwechselbar. Die einzige Art mit einer ähnlich eigentümlichen Ornamentierung ist Gonilia calliglypta, die jedoch ein umgekehrtes V zeigt.

## Geographische Verbreitung und Lebensraum
Das Verbreitungsgebiet der Art reicht von Nordspanien (Kantabrische Küste) über Nordafrika bis nach Guinea (Westafrika). Sie kommt auch in den Gewässern um die Kapverdischen Inseln und im Mittelmeer vor.
Die Tiere leben auf Grobsand- und Kiesböden in Wassertiefen von 15 bis 250 m.

## Taxonomie
Das Taxon wurde bereits von Carl von Linné 1758 als Tellina digitaria vorgeschlagen. Es ist die Typusart der Gattung Digitaria S. V. Wood, 1853. MolluscaBase gibt eine ganze Reihe von Synonyme an: Astarte excentrica Deshayes, 1846, Digitaria digitata var. rubra Pallary, 1902, Digitaria vulgaris S. V. Wood, 1853, Lucina curviradiata Nyst, 1845, Lucina digitalis Lamarck, 1819, Venus cancellata Delle Chiaje, 1830, Woodia digitaria var. funnazzensis De Gregorio, 1895.

## Online
- Marine Bivalve Shells of the British Isles: Digitaria digitaria (Linnaeus, 1758) (Website des National Museum Wales, Department of Natural Sciences, Cardiff)